# Casino (powieść)
Casino – powieść autorstwa Nicholasa Pileggiego z 1995 roku.

## Fabuła
Powieść opowiada o karierze Franka „Mańkuta” Rosenthala, amerykańskiego Żyda, oszusta i hazardzisty, który robi karierę w Las Vegas i zarabia majątek dzięki kradzieży pieniędzy z kasyn, ale równocześnie toczy spór z Komisją od Spraw Gier Losowych, powstałą, by powstrzymać takich jak on. Poza rzeczywistością hazardu, powieść przedstawia także osobiste problemy Franka, który regularnie kłóci się ze swoją żoną Geraldine, która zdradza go z jego przyjacielem, Tonym Spilotro. W finale umiera zarówno Geraldine jak i Tony Spilotro, lecz Frank musi porzucić swoją karierę hazardzisty i wycofuje się do swojej posiadłości, gdzie na starość obserwuje już tylko karierę pływacką swoich dzieci. Każdy rozdział to relacja pierwszoosobowa ludzi z otoczenia Franka lub jego samego. Powieść należy do literatury faktu i opowiada o prawdziwych zdarzeniach.

## Czas i miejsce akcji
Pierwsze rozdziały opowiadają o początkach zainteresowania Franka grą w latach 60. Dopiero w latach 70. Frank przybywa do Las Vegas i rozpoczyna karierę hazardzisty, kończącą się w latach 80.

## Bohaterowie
- Frank Rosenthal – główny bohater powieści, hazardzista i oszust, właściciel kasyn i gospodarz własnego programu w telewizji
- Tony Spilotro – przyjaciel Franka, gangster
- Geraldine McGee – żona Franka, z początku zarabiała na życie dzięki prezentom od kochanków, jako żona Franka popada w nałogi alkoholowe i narkotykowe
- Frank Cullota – jeden z narratorów powieści, wspólnik Rosenthala
- Allen Glick
- Carl DeLuna

## Ekranizacja
W 1995 roku powstał głośny film Kasyno w reżyserii Martina Scorsese, z główną rolą Roberta De Niro oraz Joem Pesci w roli Tony’ego Spilotra i Sharon Stone jako Geraldine. W filmie imiona i nazwiska bohaterów zostały jednak zmienione.